# Anastasia Lazariuc
Anastasia Lazariuc (n. 6 iulie 1953, Băcioi, Sectorul Botanica, municipiul Chișinău, Republica Moldova) este o cântăreață română originară din Republica Moldova, decorată cu ”Ordinul Republicii” al Republicii Moldova.

## Biografie

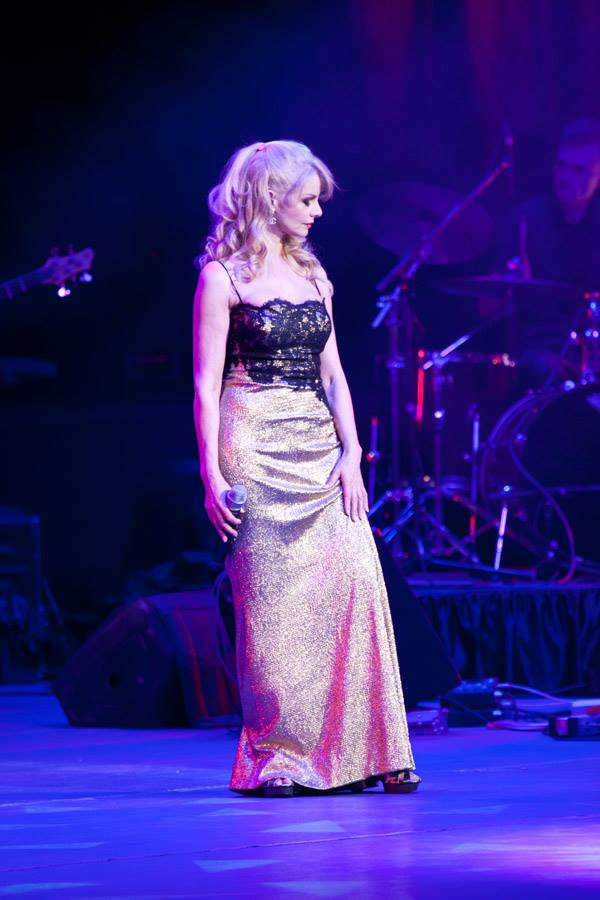
Anastasia Lazariuc în concert la Chișinău, 8 mai 2014

Anastasia Lazariuc s-a născut pe 6 iulie 1953, în Băcioi, Chișinău, RSS Moldovenească, Uniunea Sovietică. A urmat Școala medie de muzică „Ștefan Neaga” din Chișinău, secția dirijat–coral. În 1982 a absolvit Institutul de Arte din Chișinău „Gavriil Musicescu”, facultatea Regie.
S-a lansat cu piesele lui Ion Aldea-Teodorovici: "Până la lacrimi mi-e dragă viața", "Seara albastră", "Fuga, fuga". În anul 1972, devine solista formației „Sonor” cu care efectuează turnee prin Uniunea Sovietică, dar și în spațiul internațional. În anul 1973, câștigă premiul al II-lea la festivalul Cântecului de la Liepāja, Letonia. În anul 1975 este angajată pentru doi ani ca solistă la Filarmonica din Cernăuți, înlocuind-o pe cântăreața Sofia Rotaru. În anul 1977, devine solista orchestrei Radiodifuziunii din Chișinău.
Anastasia Lazariuc susține turnee în Statele Unite, India, Cambodgia, Belgia, Germania, ș.a. Colaborează frecvent cu Televiziunea din Moscova și înregistrează melodii pentru casa de discuri ”Melodia”. În anul 1982, primeșe titlul de Artistă Emerită a RSSM.

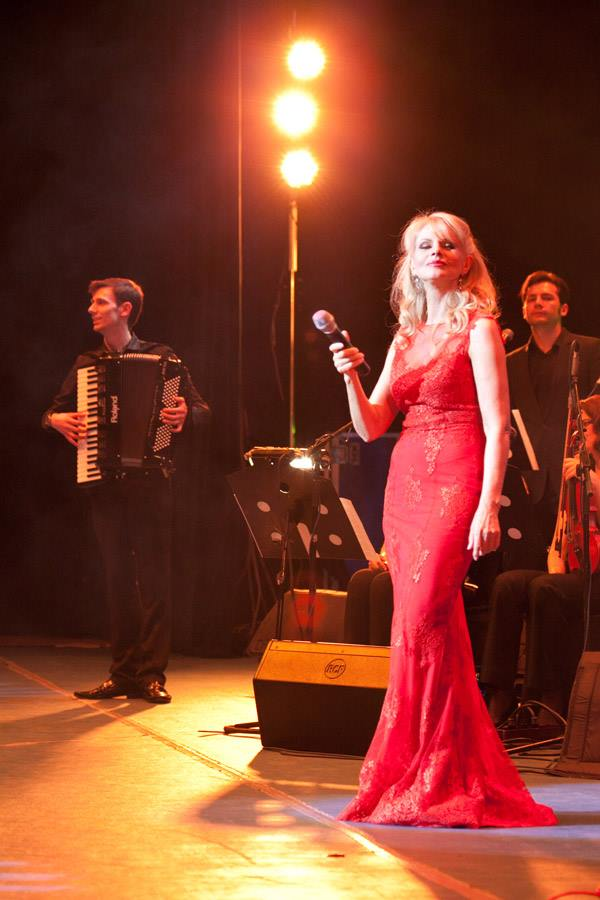
Anastasia Lazariuc în concert la Chișinău, 8 mai 2014

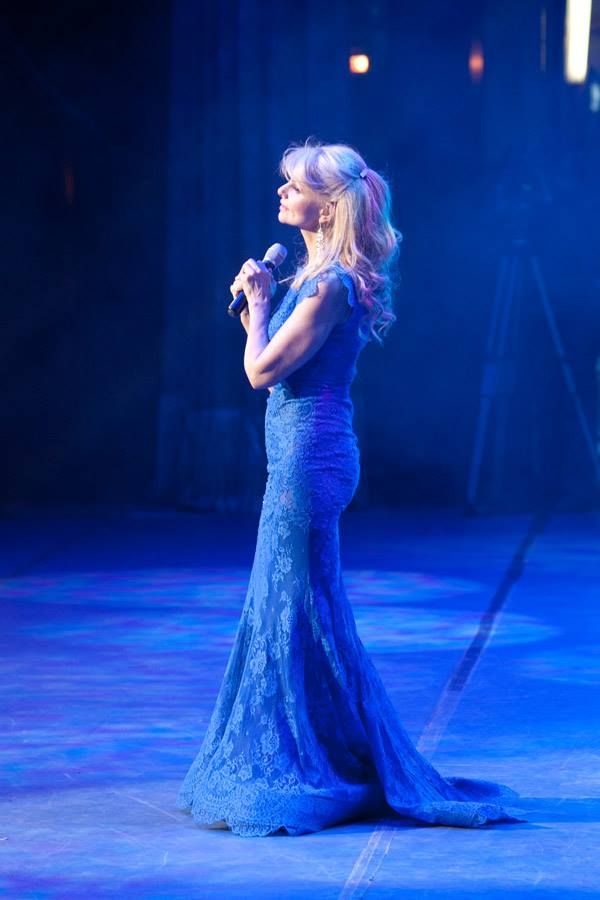
Anastasia Lazariuc în concert la Chișinău, 8 mai 2014

În anul 1989, cu ocazia unui spectacol dedicat lui Eugen Doga de la Chișinău, Anastasia face cunoștință cu o echipă artistică din România și astfel se naște ideea unor turnee comune. Din echipa respectivă făceau parte Alexandru Arșinel, Mihai Constantinescu, Anda Călugăreanu. Este momentul în care Anastasia Lazariuc începe colaborarea cu Mihai Constantinescu. Cu acesta va face turnee în toată Republica Moldova și România, fiind acompaniați de trupa Anastasiei. În luna octombrie 1989, Anastasia Lazariuc cântă pentru prima oară în România. În anul 1990, susține un recital la Festivalul Național de Muzică Ușoară Mamaia. În anul 1992, Anastasia Lazariuc se stabilește în România unde devine cunoscută mai ales pentru duetele cu Mihai Constantinescu, cu care a avut și o idilă în acea perioadă.
În mai 2014, Anastasia Lazariuc a lansat două albume cu 40 cele mai bune piese ale sale, CD-urile fiind încadrate într-o carte ce conține biografia interpretei.
În prezent, Anastasia susține spectacole cu sau fără invitați, fiind solicitată în special la evenimente private.
Anastasia Lazariuc are doi copii, Ileana și Andrei.

## Discografie

### Piese populare din repertoriu
- Text de Ion Aldea Teodorovici:

„Seara albastră”, „Bucurați-vă”, „Până la lacrimi mi-e dragă viața”
- Text de Daria Radu:

„Destin”, „Urare”
- Text de Mihai Constantinescu:

„Mama”, „A trecut un an”, „Speranța lumii”, ”Maria”
- Text de Eugen Doga:

„Orice femeie e frumoasă”

### Albume lansate
- 1983 – „Primăvara”
- 1985 – „Cred în dragoste”
- 1987 – „Ochii mei”
- 1991 – „La est și la vest de Prut” (împreună cu Mihai Constantinescu)
- 1993 – „Adio tristețe” (împreună cu Mihai Constantinescu)
- 1994 – „Maria” (împreună cu Mihai Constantinescu)
- 1995 – „Anastasia”, disc single
- 1997 – „Cine poate ști”
- 2000 – „Cu tine”
- 2003 – „Destin”
- 2007 – „Sinceritate”
- 2010 - „Dor de mama"
- 2011 - "Nostalgie"